# Código RST
O Código RST é utilizado para medir a qualidade nas transmissões de radiofrequência.
| R Legibilidade              | S Intensidade           | T Tom                                 |
| --------------------------- | ----------------------- | ------------------------------------- |
| 1.- Ilegível                | 1.- Apenas percepitível | 1.- Nota muito rouca                  |
| 2.- Apenas legível          | 2.- Muito fraco         | 2.- Nota muito grave sem musicalidade |
| 3.- Legível com dificuldade | 3.- Sinais fracos       | 3.- Idem ligeramente musical          |
| 4.- Legível                 | 4.- Aceitável           | 4.- Idem moderadamente musical        |
| 5.- Perfeitamente legível   | 5.- Quase bom           | 5.- Nota musical                      |
|                             | 6.- Bom                 | 6.- Nota modulada algo silbante       |
|                             | 7.- Pouco fortes        | 7.- Nota quase DC com algum zumbido   |
|                             | 8.- Forte               | 8.- Boa nota de DC com pouco zumbido  |
|                             | 9.- Muito forte         | 9.- Nota de DC pura                   |